# Sepang International Circuit
Sepang International Circuit (malajiska: Litar Antarabangsa Sepang) är en permanent racerbana belägen i Sepang i delstaten Selangor i Malaysia. Den ligger cirka 85 km söder om Kuala Lumpur, nära flygplatsen Kuala Lumpurs internationella flygplats.
Byggandet av banan finansierades av den Malaysista staten och ritades av den tyske bandesignern Hermann Tilke.Banan invigdes officiellt 7 mars 1999 av Malaysias dåvarande premiärminister Mahathir bin Mohamad. På Sepang körs bland annat Malaysias Grand Prix i Formel 1 och MotoGP. Banan anses vara en av de tekniskt svåraste av alla att bemästra.

## Karakteristik
Banan vars underlag består av Oljegrus har 15 kurvor och 8 raksträckor och körs medurs. Banbredden varierar från 16 till 22 meter. En lång start- och målraka följs av en "serpentin" som går nedför en backe med två snäva och en snabb kurva. Kurva fyra är en tuff högerkurva med blind utgång. Därefter väntar en hypersnabb S-kurva, vänster-höger, med en typisk högfartssektion som följs av två snabba högerkurvor. I efterföljande hårnålskurva vänder banan uppåt till en blind ingång i kurva elva. Kurva tolv är en snabb vänstersväng följd av en snabb högerkurva som nyper till i slutet. Bakre raksträckan följer innan sista vänsterkurvan leder ut på startrakan igen.